# Sebald Pögl der Ältere
Sebald Pögl der Ältere (* um 1460; † um 1510)  war ein steirischer Waffenfabrikant.

## Leben

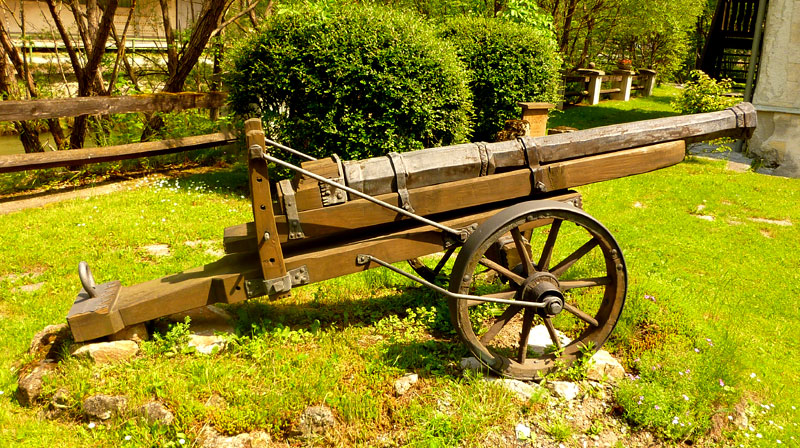
Nachbau einer Feldschlange des späten 15. Jahrhunderts in Thörl

Nach dem Tod seines Vaters, des Gewerken Peter Pögl († um 1486), erbte Sebald Pögl das Hammerwerk in Thörl und baute den Handwerksbetrieb zu einem frühen Industriebetrieb aus, in dem industriell Geschütze, Handfeuerwaffen, Kanonenkugeln und anderes Kriegsgerät hergestellt wurde. Er wird zum wichtigsten Waffenlieferanten König Maximilians I. Die Gegenleistung für die Lieferung an den Landesherren bestand nicht nur in Geld in Form von Bargeld oder Krediten, sondern auch in der Gewährung von Privilegien im Eisenhandel, die Pögls Marktstellung weiter stärkten.
1505 wurde Pögl in den Adelsstand erhoben. Sein Wappen zeigt ein aus einer Krone wachsendes Kamel.
Er war mit Beatrix von Liechtenstein auf Murau verheiratet, Mitglied einer der höchsten steirischen Adelsfamilien.
Der Ehe entstammten drei Kinder:
- Sebald Pögl der Jüngere
- Tiburz Pögl
- Margarete, verehelichte Gabelhofer